# 飯野吉三郎
飯野 吉三郎（いいの きちさぶろう、1867年8月30日（慶応3年8月2日） - 1944年2月3日）は美濃国（現岐阜県）の岩村藩士族出身の宗教家。皇室や政界・軍人に取り入り、後に「日本のラスプーチン」と呼ばれた。

## 略歴
岩村藩士・飯野益衛の三男として生まれる。祖父の閑斎は、60石の御馬廻と武具奉行を務め、曾祖父の三右衛門は御側御用人を務め100石取という小藩では上級武士に属する家系の出身であったが、廃藩置県により家職を失う。また、若いときに父が病没し、二人の兄は故郷の岩村に留まって教育者となったが、吉三郎は岩村に留まることをよしとせず、20歳の時に上京して麹町に住み、呪術を学んで新宗教を興して行者となった。元々大柄で独特の音声を発することから話術に妙な説得力があり、人を威圧するのに充分であった。やがて、同郷の有名人であった下田歌子を頼り、その紹介で皇室や政界に食い込むようになる。
特に1904年（明治37年）に児玉源太郎の依頼に対し、日本海海戦での勝利を時間場所まで正確に当てたことから、多数の貴顕の信任を得るようになる。それで得た金を金原明善と組んで満州へ投資し、これも当たったことから莫大な財産を得る。それを元手にし、東京・穏田に1,000坪の土地を購入してここに新興宗教団体「大日本精神団」を設立。住居から「穏田の神様」「穏田の怪行者」ともいわれた。吉三郎は故郷の岩村の八幡神社に、東郷平八郎元帥の神号額と神尾光臣将軍の額を献納した。
しかし、1925年（大正14年）、白木屋事件、旭事件などの詐欺事件に荷担していたとされた。1925年3月11日、東京地検は飯野を起訴した。証拠不十分で不起訴となったものの、以前から乱行が噂されて世間から見放されていたことも加わり、一気に信者が離れ、不遇な晩年を送り、昭和19年(1944年)に78歳で亡くなった。

## 人物
戦後、大逆事件のでっち上げに関与していたことが明らかとなり、現在は「宗教家の名前を借りた香具師であった」というのが一般的な評価である。この事件とも関わりのある同郷(岩村)出身の下田歌子とは愛人関係にあったという説もある。
また、貞明皇后に取り入り、摂政皇太子（後の昭和天皇）の洋行を“神からのお告げ”として中止させようとしたという。
飯野の持っていた人脈は外国人にとって魅力的であり、高宗や孫文も利用しようとしたことがある。
このように上流階級の信望を集めていたようだが、山本権兵衛には嫌われていた。

## 関連作品
- 山田風太郎『ラスプーチンが来た』
  - 1979年に、飯野を悪役として、若き明石元二郎と戦う小説『明治化物草紙』を週刊読売に連載するが、飯野の遺族からクレームがきて、連載中止。のちにキャラクター名を「稲城黄天」と改変して、1984年に『ラスプーチンが来た』として刊行された[8]。